# Son of Ingagi
Fiul lui Ingagi (titlu original: Son of Ingagi) este un film SF, de groază, american din 1940 regizat de Richard Kahn. În rolurile principale joacă actorii Zack Williams, Laura Bowman și Spencer Williams. Este primul film SF de groază în care distribuția este asigurată în întregime de actori de culoare.

## Distribuție
- Zack Williams ca N'Gina
- Laura Bowman ca Dr. Jackson
- Alfred Grant ca Robert Lindsay
- Daisy Bufford ca Eleanor Lindsay
- Arthur Ray ca Zeno Jackson
- Spencer Williams ca Nelson
- Earl J. Morris ca Bradshaw
- Jesse Graves ca Chief of Detectives
- The Toppers în rolul său